# Баалезор II
Баалезор II (Баал-эзер, Баал-мазер, Бадезер; «Баал помог»; финик. 𐤁𐤏𐤋𐤏𐤆𐤓, Ba‘al-ezor, Ba‘al-ma‘zer, ивр. בעלעזר‎, др.-греч. Βάδέζωρος, лат. Beleasarus) — царь Тира в середине IX века до н. э.

## Биография

Северное Израильское и Иудейское царства в IX веке до н. э.

О Баалезоре II сообщается в цитате из Менандра Эфесского, сохранившейся в труде Иосифа Флавия «Против Апиона». В свою очередь, Менандр позаимствовал приводимые им свидетельства непосредственно из имевшихся в архивах Тира хроник. О событиях в Палестине при Баалезоре II упоминается также в Библии.
Согласно этим источникам, Баалезор II был сыном царя Итобаала I. Получив после смерти отца власть над Тиром, он правил 6 лет и скончался в возрасте 45 лет. Преемником Баалезора II был его сын Маттан I.
Датировка правлений властителей Тира X—IX веков до н. э. основывается на упоминании в одной из надписей об одновременности правления в 841 году до н. э. Баалезора II и правителя Ассирии Салманасара III. Для уточнения датировок используется свидетельство Иосифом Флавием о том, что между восшествием на тирский престол царя Хирама I Великого и основанием Карфагена Дидоной прошло 155 лет и 8 месяцев. Однако, так как в трудах античных авторов упоминаются две даты основания Карфагена — 825 и 814 годы до н. э., в работах современных историков даты правлений властителей Тира, живших ранее середины IX века, не всегда синхронизированы. Правление Баалезора II датируется приблизительно серединой IX века до н. э., а в качестве более точных дат упоминаются различные периоды с 865 по 830 год до н. э. включительно.
В Библии сообщается о дипломатических связях царей Тира с правителями Израиля и Иудеи. Сестра Баалезора II, Иезавель, была женой израильского царя Ахава (3Цар. 18 и 19), а племянница Гофолия — иудейского царя Иорама (4Цар. 8:18—26). Правление Баалезора II — время наибольшего влияния правителей Тира на дела Финикии, Палестины и Леванта. Однако такое положение продолжалось только до 842 года до н. э., когда в результате заговора Иезавель и все её сыновья (включая царя Иорама) были убиты по приказу военачальника Иегу. Жрецы тирского бога Баала, культ которого распространился в Израиле при царе Ахаве, также были уничтожены (3Цар. 17 — 4Цар. 10). В ответ Баалезор II разорвал союз с новым израильским царём Иегу. Вскоре восстание против почитателей тирских богов произошло и в Иудее, где мятежниками была убита царица Гофолия, а построенный в Иерусалиме храм Баала (или Мелькарта) был разрушен (4Цар. 11).

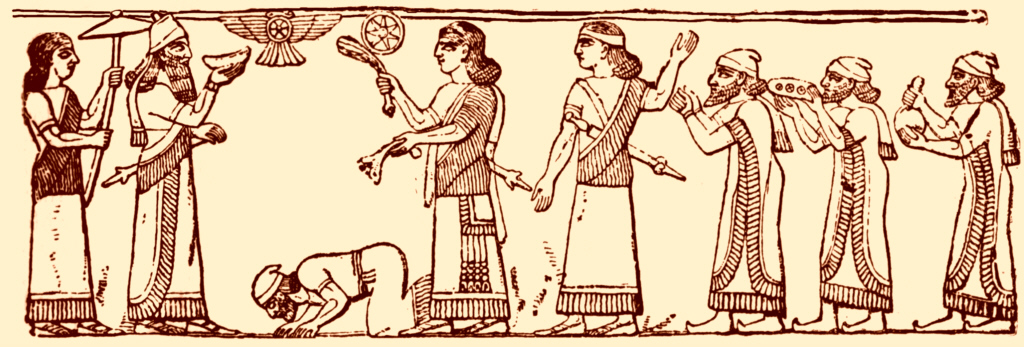
Салманасар III принимает дань от израильского царя Иегу

Итобаал I, отец Баалезора II, не упоминается как противник царя Ассирии Салманасара III в битве при Каркаре в 853 году до н. э. Однако о самом Баалезоре II в ассирийских анналах сообщается как о даннике ассирийских монархов: в 841 году до н. э., на 18-м году правления Салманасара III, он передал этому царю богатые дары, включавшие серебро, золото, бронзу, окрашенные в пурпур ткани, слоновую кость и вино. В то же самое время ассирийцам выплатил дань и израильский царь Иегу, о чём упоминается на Чёрном обелиске. К 838 году до н. э. относится ещё одно свидетельство о выплате финикийскими правителями дани Салманасару III. В ассирийской надписи сообщается, что дань заплатили цари Тира, Сидона и Библа, однако имена этих правителей не называются.
Несмотря на подчинение Ассирии, Баалезор II был самым могущественным из финикийских правителей: предполагается, что в то время власть тирского царя распространялась и на Сидон. Это предположение не находит единодушной поддержки среди востоковедов, но, вероятно, правитель Тира мог возглавлять коалицию финикийских властителей, в которую входили также Сидон и Библ.
После смерти Баалезора II тирский престол унаследовал его сын Маттан I.

## Комментарии
1. ↑  Б. А. Тураев в своём переводе фрагментов труда Менандра Эфесского использовал другие даты: семнадцать лет правления и сорок пять лет жизни. Такие цифры содержатся в «Хронике» Евсевия Кесарийского, также как и Иосиф Флавий использовавшего сочинение Менандра. Своё мнение Б. А. Тураев обосновывал необходимостью синхронизировать даты жизни Баалезора II с датами жизни его отца Итобаала I и сестры Иезавель[1]. Востоковед Эдвард Липиньский[англ.] считает, что правильнее определять продолжительность правления Баалезора II в 7 лет, так как это позволяет синхронизировать даты правлений последующих царей Тира и Ассирии[8].